# Ultima Underworld: The Stygian Abyss
Ultima Underworld: The Stygian Abyss is een computerspel dat werd uitgebracht door Origin Systems. Het spel kwam in 1992 als eerste uit voor DOS. Hierna volgde ook andere platforms, zoals PlayStation (2002) en Windows (2014).
Ultima Underworld is een van de eerste 3D-rollenspellen waarbij de speler zich in vloeiende bewegingen kan voortbewegen. Net als andere Ultima delen speelt het spel zich af in het koninkrijk Brittania. De speler speelt de avatar en krijgt de schuld van de ontvoering van de dochter van de plaatselijke baron. Als straf wordt de speler in de Stygian Abyss geworpen om de dochter van de baron proberen te redden. Het spel wordt bestuurd via het toetsenbord en de muis en is uitgegeven in het Engels en Japans.

## Platforms
| jaar | platform                     |
| ---- | ---------------------------- |
| 1992 | DOS                          |
| 1993 | FM Towns                     |
| 1997 | PC-98                        |
| 2002 | Play Station, Windows Mobile |
| 2011 | DOS                          |
| 2014 | Windows                      |

## Ontvangst
| Beoordeeld door                | Score |
| ------------------------------ | ----- |
| Datormagazin                   | 100%  |
| The DOS Spirit                 | 100%  |
| Dragon                         | 100%  |
| PC-Spiele '93                  | 100%  |
| Pelit                          | 98%   |
| Play Time                      | 95%   |
| Power Play                     | 94%   |
| ACE                            | 93,8% |
| ASM (Aktueller Software Markt) | 92%   |
| PC Format (UK)                 | 91%   |
| Quandary                       | 80%   |
| All Game Guide                 | 80%   |